# Top Topham
Top Topham, rodným jménem Anthony Topham, (3. července 1947, Southall, Anglie – 23. ledna 2023) byl britský kytarista a malíř.
V roce 1963 stál u zrodu skupiny The Yardbirds, kterou však záhy kvůli nátlaku rodičů opustil (tehdy mu bylo 15 let, ostatní členové byli starší). Ve skupině jej nahradil Eric Clapton. Později hrál například s Dusterem Bennettem a kapelou Winston G and the Wicked a působil také jako studiový hudebník pro vydavatelství Blue Horizon, hrál například na eponymním albu zpěvačky Christine Perfect. V roce 1969 vydal sólové album Ascension Heights.
Po roce 1970 se kvůli zdravotním potížím přestal hudbě věnovat, vrátil se až koncem osmdesátých let ve společné kapele s Jimem McCartym, bubeníkem Yardbirds, která se však záhy rozpadla. Rovněž hrál s Bobem Hallem a Davem Peabodym a v roce 1995 přispěl na tributní album věnované Peteru Greenovi. Po roce 2000 občasně hostoval s obnovenými Yardbirds, a v letech 2013 až 2015 byl opět oficiálním členem kapely. Zemřel v roce 2023 ve věku 75 let.